# 크메르 제국
캄부자국(크메르어: កម្វុជទេឝ 캄부자데샤) 또는 크메르 제국(크메르어: ចក្រភពខ្មែរ), 앙코르 제국(크메르어: ចក្រភពអង្គរ)은 동남아시아에서 9세기부터 15세기까지 존속한 힌두교/불교 제국이다. 크메르 제국은 부남이나 첸라 등을 흡수하면서 힘을 키워나갔으며, 국력이 정점에 이르렀을 때에는 동남아시아 반도 대부분을 직접적으로 지배하거나 봉신국으로 거느렸으며, 전성기 시절의 영토는 동쪽으로는 중국의 윈난성, 남쪽으로는 베트남, 북쪽으로는 미얀마까지 닿았다.
크메르 제국 최고의 유산은 현재 캄보디아에 소재한 제국의 수도인 앙코르 유적으로, 앙코르 와트나 바이욘 사원 등 웅장한 불교 사원들이 아직도 남아있으며 이를 통하여 당대 크메르 제국의 경제력과 예술력, 부 등을 짐작해볼 수 있다. 또한 앙코르 지역을 위성 사진으로 탐색하여 연구해 본 결과, 앙코르는 11세기와 13세기 사이에 전성기를 누렸으며, 당시에는 세계에서 가장 거대한 도시였다고 전한다.
크메르 제국은 802년에 자야바르만 2세가 스스로를 차크라바르틴, 즉 전륜성왕(轉輪聖王)으로 칭하면서 건국된 것으로 여겨지며, 15세기에 앙코르가 함락되면서 완전히 멸망할 때까지 존속하였다.

## 역사

### 건국
크메르 제국의 창건자인 자야바르만 2세는 본디 첸라 왕국 출신이다. 그러나 첸라 왕국의 국왕이었던 라젠드라바르만 1세가 자와섬의 샤일렌드라 왕조 왕을 모욕하면서 첸라 왕국과 자바 섬 사이에 전쟁이 터졌고, 이 전쟁에서 첸라가 패배하면서 자야바르만 2세도 이때 포로로 자바 섬으로 끌려가게 된다. 그러나 자야바르만 2세는 자바 섬에서 공주와 결혼하고 왕실의 신임을 얻어 다시 첸라 왕국으로 돌아갈 수 있었고, 이후 급격히 영향력을 키워나가며 경쟁자들을 제거해나가기 시작하였다. 790년에는 왕국을 세워 그 국명을 크메르어로 ‘캄부자’라고 하였으며, 톤레삽 호수 북부 내륙 지대에 자리한 마헨드라파르바타로 수도를 옮겼다.
자야바르만 2세는 802년 경에 신성한 마헨드라파르바타 산에서 의식을 치르고 캄부자가 자바 섬에서부터 완전히 독립하였음을 선포하였으며, 스스로를 전륜성왕, 즉 부처의 현신이라고 부르면서 신의 권위를 빌려 왕권을 강화하고자 하였고, 이 과정에서 자연스럽게 자바 섬의 간섭을 물리치며 국력을 키워 나갔다. 이후 자야바르만 2세는 활발한 정복 활동을 펼치면서 국경을 넓혀나갔고, 마헨드라파르바타에서 수도를 천도하여 하리하라라야 지역에 새로운 수도를 세웠다. 자야바르만 2세는 835년에 사망하였으며, 그의 뒤를 이어 아들인 자야바르만 3세가 제위에 올랐다. 자야바르만 3세는 877년에 사망하였으며, 뒤이어 인드라바르만 1세가 황위를 승계하였다.
자야바르만 2세의 후계자들은 끊임없는 확장 사업을 펼치면서 크메르의 영토를 넓혀나갔다. 877년부터 889년까지 재위한 인드라바르만 1세는 뛰어난 정치력으로 거의 피를 흘리지 않으면서 국경을 확장해나갔으며, 전국적인 토목 공사를 실시하면서 농업과 무역 중심으로 경제를 진흥해 나갔고 대대적인 사원들을 세웠으며 수로들도 건설하였다. 인드라바르만 1세 시대에 수도였던 하리하라라야는 바콩 사원이 들어서면서 더더욱 발전하였고, 종교적인 중심지로 떠오르면서 대도시로 발전하였다.
인드라바르만 1세가 889년에 사망하자, 그의 아들인 야소바르만 1세가 황위를 물려받았고, 야소바르만 1세는 새로운 수도이자 앙코르의 첫 번째 도시인 야쇼다라푸라를 건설하였다. 야쇼다라푸라의 중앙 사원은 프놈바켕이라는 이름의 60m 높이의 언덕에 세워졌으며, 이 시기에 거대한 수로와 저수지를 지어 농경에 힘을 쏟기도 했다. 자야바르만 4세는 코 케 지방에 링가푸라라는 새로운 수도를 세워 또다시 천도하였으며, 944년에 즉위한 라젠드라바르만 2세 재위기에 다시 야쇼다라푸라로 재천도하였다. 라젠다르바르만 2세는 야쇼다라푸라에 장대한 석조 건물들을 다시 지었으며, 특히 사원들을 대규모로 신축하는 등 수도 재정비에 심혈을 기울였다. 950년 경에는 크메르 제국과 동부의 참파 왕국 사이에서 처음으로 전쟁이 일어나기도 했다.
라젠드라바르만 2세의 아들인 자야바르만 5세는 968년부터 1001년까지 재위하였다. 자야바르만 5세의 재위기에 크메르 제국은 대체적으로 평화를 유지하였으며, 이덕분에 경제가 풍요하며 무역이 촉진되어 대대적인 문화와 예술의 꽃을 피울 수 있었다. 자야바르만 5세는 새로운 수도를 세워 또다시 천도하였고, 이 도시의 이름을 자옌드라나가리로 불렀다. 자야바르만 5세는 자옌드라나가리에서 철학자, 학자, 예술가들을 초청하여 이들과 함께 궁정에서 생활하였으며, 반테 스레이 등 사암으로 만들어진 아름다운 사원들을 대거 축조하면서 크메르 제국의 전성기의 신호탄을 쏘아올렸다.
그러나 자야바르만 5세 사후, 크메르 제국도 다시 혼란에 빠졌다. 3명의 황제들이 동시에 스스로 정당한 후계자임을 주장하면서 제국은 내전 상태에 들어갔고, 시간이 얼마 흐르고 나서야 수르야바르만 1세가 내전을 봉합하면서 유일한 황제로 올랐다. 수르야바르만 1세는 남인도의 촐라 왕국과도 외교 관계를 텄으며, 촐라의 황제에게 전차를 선물로 보내기도 했다. 그러나 그의 재위기는 한치도 조용할 날이 없었는데, 그의 정적들이 끊임없이 그를 전복하기 위하여 음모를 꾸미거나 반란을 일으키기도 했기 때문이었다. 게다가 인근의 탐브랄링가 왕국 등 주변 왕국들이 끊임없이 외침을 반복하면서 국경을 어지럽히자, 이에 지친 수르야바르만 1세는 당시 촐라 왕국의 라젠드라 촐라 1세에게 원군을 청하게 된다. 한편 크메르 제국이 촐라와 연합을 맺은 것을 간파한 탐브랄링가 왕국은 이에 맞서기 위하여 스리위자야 왕국과 연합을 맺었고, 이로 인하여 촐라 왕국과 스리위자야 왕국이 서로 대립하기 시작한다. 그러나 탐브릴랑가와 스리위자야가 연합을 했음에도 불구하고 촐라 왕국을 꺾는 것은 어려웠고, 결국 촐라 왕국과 크메르 제국이 승리를 거두며 탐브릴랑가 왕국과 스리위자야 왕국으로부터 막대한 양의 영토를 뜯어내기도 하였다. 수르야바르만 1세가 1050년 경에 사망하자, 그의 뒤를 이어 우다야디티야바르만 2세가 왕위에 올랐으며 그는 바푸욘 사원 등을 지었다. 1074년 경에는 크메르의 하르샤바르만 3세와 참파의 하리바르만 4세 사이에서 갈등이 일어나기도 했다.

### 황금기

#### 수리야바르만 2세
12세기 동남아시아에서는 여러 군소 왕국들과 제국들이 난립하며 굉장히 어지러운 상황이었는데, 이 상황에서 즉위한 수리야바르만 2세가 크메르의 내전을 봉합하고 정벌 사업을 펼쳐 국경을 안정시키면서 크메르 제국은 본격적인 안정기에 진입하게 된다. 그는 37년에 걸쳐 제국의 핵심 사원인 앙코르 와트를 지었으며, 이를 힌두교의 비슈누 신에게 봉헌하였다.
수리야바르만 2세는 참파와 대월과 전쟁을 벌였으나 실패로 끝났다. 다만 1145년에 비자야를 함락시켜 약탈하고 자야 인드라바르만 3세를 쫓아내는 소기의 성과도 있기는 했다. 크메르 제국은 1149년에 자야 하리바르만 1세에게 몰려나기 전까지 비자야 지방을 점령하였다. 수르야바르만 2세는 촐라 왕조에게 외교 사절을 보내어 친선을 유지하기도 했으며, 이때 당시 촐라의 황제였던 쿠로퉁가 촐라 1세에게 1114년에 보석을 바치기도 했다. 그러나 수르야바르만 2세가 세상을 떠나자, 또다시 혼란기가 도래하였으며 여러 황제들이 쿠데타로 목숨을 잃는 등 정계는 급속도로 혼란스러워졌다. 1177년 경에는 톤레삽 호수에서 참족과 벌어진 해전에서 크메르 제국이 대패하고 당대 황제인 트리부바나디티야바르만이 전사하였으며, 수도가 약탈당하는 일이 발생하기까지 할 정도였다.

#### 자야바르만 7세
1181년부터 1219년까지 재위한 자야바르만 7세는 캄보디아 역사상 가장 걸출한 군주로 꼽힐 정도로 그 능력이 좋았다. 그는 이미 황자 시절부터 군대를 지휘하며 군경험을 쌓았으며, 이덕분에 참족이 수도를 점령하자 곧바로 군대를 규합하여 수도를 탈환해낼 수 있었다. 그는 이 공로로 왕좌를 물려받았으며, 이후 22년 동안 동부의 왕국들과 끊임없는 전쟁을 벌이며 내부 규합에 신경을 쏟았다. 또한 결국 1203년에는 참파를 꺾는 데에 성공하며 막대한 양의 영토를 얻어내었으며, 1195년 경에는 이미 페구 지방을 손에 넣었다고 전한다.
자야바르만 7세는 앙코르의 최후의 위대한 황제로 평가받고는 하는데, 이는 그가 참족과 전투를 벌여 성공적으로 승리했을 뿐만 아니라 문화적, 정치적으로도 대단히 안목이 높고 뛰어난 인재였기 때문이었다. 그는 제국을 하나로 통합하는 데에 성공하였으며, 새로운 수도인 앙코르 톰을 축조하면서 제국의 위엄을 드높였다. 독실한 소승불교 신자였던 자야바르만 7세는 중앙에 바이욘 사원을 축조하였고, 이 바이욘 사원은 그 몇 미터에 달하는 거대하고 독특한 사면상 등의 건축 양식 등으로 인하여 현대까지도 캄보디아 건축사상 최대의 걸작으로 손꼽히기도 한다. 자야바르만 7세의 재위기에는 타프롬 사원, 프리칸 사원, 니크 핀 사원, 스라 스랑 저수지 등 수많은 공공건물들이 지어졌으며, 제국 전역에 도로가 깔려 전국으로 빠르게 연락하고 이동할 수 있도록 하기도 했다. 게다가 여행자들을 위한 여관들을 설치하였으며, 영토 곳곳에 102개에 달하는 병원들을 개설하기까지 할 정도였다.

#### 자야바르만 8세
크메르 제국의 황금기를 이끌었던 자야바르만 7세가 사망하고, 1219년에 그의 아들인 인드라바르만 2세가 황위에 올랐다. 그의 아버지와 같이 불교도였던 인드라바르만 2세는 자야바르만 7세 시절 건축이 시작된 여러 사원들의 축조를 마치기도 하였다. 다만 군사적으로는 아버지에 비하여 떨어지는 면이 있었는데, 1220년에는 대월과 참파의 군사 연합에 위협을 느끼고 결국 이전에 참파에게서 얻어낸 막대한 양의 영토 일부를 다시 돌려주기도 하였다. 또한 이 시기에 막 발흥하기 시작한 태국계 왕조들은 점차 힘을 키워나가면서 크메르 제국에 점차 반기를 들기 시작하였다.
인드라바르만 2세의 뒤를 이어서는 자야바르만 8세가 즉위하여 1243년부터 1295년까지 재위하였다. 자야바르만 8세는 선황들과는 다르게 힌두교 신자였으며, 오히려 불교를 싫어하였다. 이 때문에 자야바르만 8세는 전역의 불상들을 파괴하였으며, 여러 불교 사찰들을 힌두 사원으로 바꾸어 버렸다. 한편 이시기 해외의 상황도 급박하게 돌아가고 있었는데, 당시 쿠빌라이 칸의 장군인 소게투가 이끌던 몽골 군대가 1283년에 크메르 왕국에게 복속을 요구하며 협박을 가한 것이다. 자야바르만 8세는 중국을 상대하는 것은 무리라고 판단, 어쩔 수 없이 1285년부터 공물을 원나라에 바치기 시작하였다. 1295년에는 그의 양자였던 인드라바르만 3세가 그를 쫓아내고 왕위를 찬탈하면서 결국 자야바르만 8세도 쫓겨남과 동시에 크메르 제국의 황금기도 그 막을 내리게 된다. 인드라바르만 3세는 1295년부터 1309년까지 재위하였으며, 당시 스리랑카에서 유입되어 막 동남아 전역에 뿌리내리기 시작한 대승불교의 신자였다.
1295년에는 원나라의 사절단인 주달관이 앙코르에 도착하여 그 풍토와 생활상을 기록한 ‘진랍풍토기’를 남겼다. 진랍풍토기에는 ‘현 크메르는 얼마 전 시암과 전쟁을 벌여 국토 전역이 피폐한 상태이다’라고 적혀있다. 주달관은 1297년 7월까지 인드라바르만 3세의 궁정에서 머물렀다. 주달관은 캄보디아를 방문한 첫 사절도 아니었고 마지막 사절도 아니었으나 그가 상당히 역사에서 비중있게 다루어지는 이유는 그가 앙코르에서의 생활상에 대하여 굉장히 자세한 기록을 남겼기 때문이었다. 이 때문에 그의 진랍풍토기는 크메르 생활사 연구의 필수품들 중 하나이며, 특히 바이욘, 바푸욘, 앙코르 와트 등 다양한 사원들에 대해서도 기록을 남겼다. 그의 덕분에 바이욘 사원의 탑들이 한때 순금으로 덮여있었다는 사실도 알 수 있었던 것이다. 이 외에도 앙코르 귀족과 서민들의 생활상에 대해서도 굉장히 다채로운 기록을 많이 남겼다.

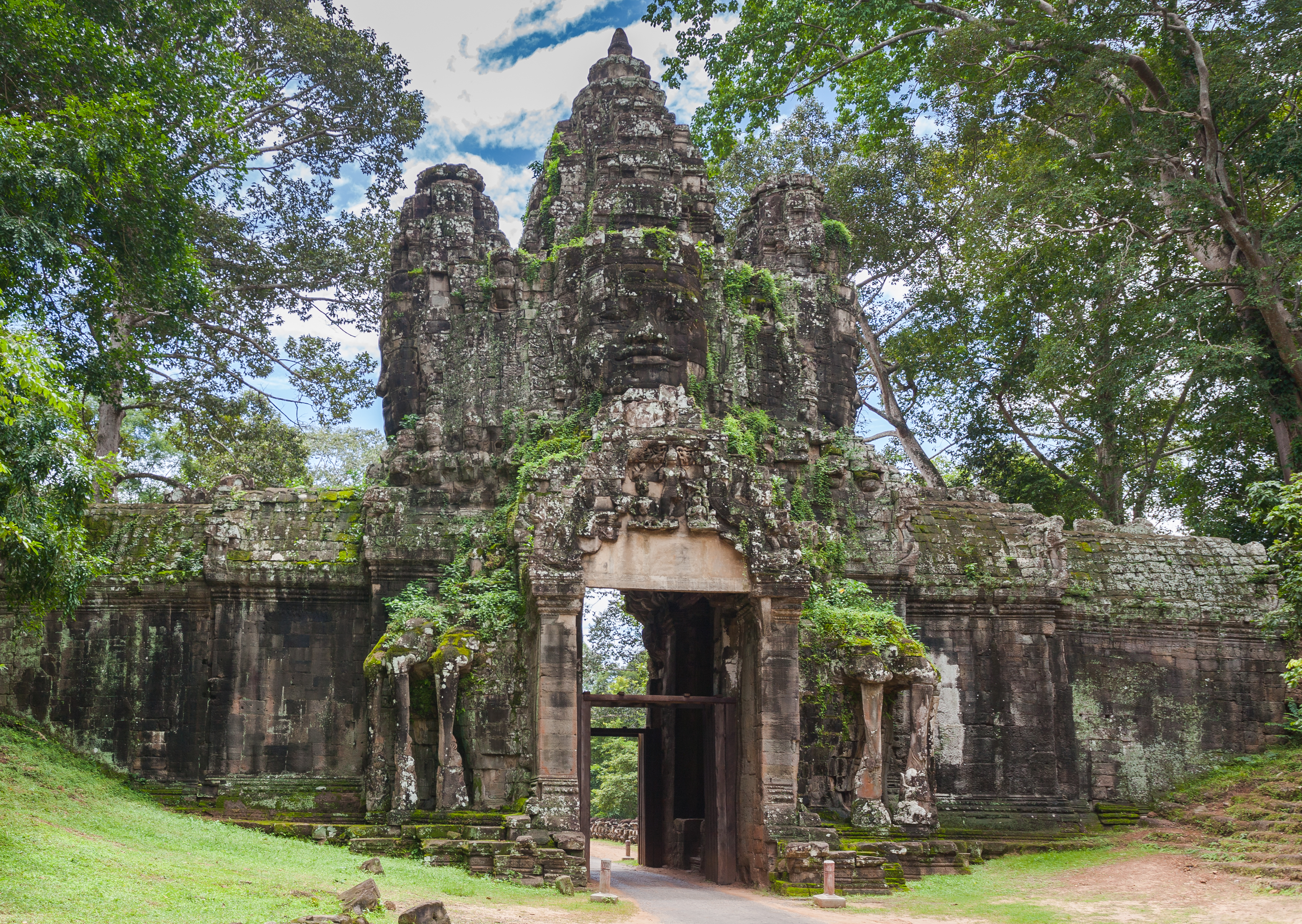
크메르의 수도였던 앙코르 톰의 폐허

### 쇠퇴
14세기 경에 크메르 제국은 점차 기나긴 쇠퇴기에 접어들게 된다. 역사가들은 크메르의 쇠퇴에 다양한 학설들을 제기하고 있는데, 중론은 힌두교에서 불교로 갑작스런 종교의 전환으로 인하여 사회가 극도로 혼란스러워졌으며, 황자들 사이에서 끊임없이 권력 다툼이 일어났고 봉신국들이 반란을 일으키고 해외의 침공, 역병, 생태학적 변동 등이 복합적으로 합쳐져 결국 크메르가 멸망했다는 것이다. 당시 크메르의 황제와 신하 사이의 관계는 대단히 불안정했으며, 27명의 황제들 중 11명이 계승의 정당성을 얻지 못했으며 내전은 일상다반사였다. 크메르는 국내 경제에만 치중하였으며, 이 때문에 국제 해양 무역으로 인한 이익을 거의 보지 못했기도 했다. 또한 본디 힌두교를 근간으로 세워진 국가가 갑작스레 불교로 종교를 전환하면서 국가 전반에 혼란이 찾아왔기도 했다.

#### 국교 전환
크메르의 최후의 산스크리트어 기록은 1327년에 쓰였으며, 그 내용은 인드라자야바르만 황제가 자야바르마디파라베스바라 국왕의 뒤를 이어 황위에 올랐다는 것이다. 크메르 제국은 이미 12세기와 13세기 사이에 전통 국교이던 힌두교를 버리고 불교로 완전히 국교를 전환하였다. 역사학자들은 굳이 크메르 황제가 전통적인 힌두교를 버리고 불교를 선택한 이유에 대하여, 황권이 실추되면서 더 이상 국민들이 황제를 신의 대리인으로 보지 않았으며 이에 따라 굳이 힌두 신들을 위한 화려한 신전을 짓고 싶지도 않아 불교를 대신 선택했다고 추정하고 있다. 다만 아예 신왕의 권위를 포기하면서 황제의 권위는 갈수록 추락하였다. 또한 수로 관리 능력도 날로 떨어졌고, 이에 따라 가뭄과 흉작이 반복되면서 농산 생산성은 후퇴하였다. 이전에는 1년에 3번 수확하는 것이 가능했다면, 흉작의 반복으로 인하여 후기 크메르에서는 겨우 1모작을 할 정도 밖에 되지 못했다. 이는 악순환을 불러왔고, 제국의 국력은 갈수록 떨어졌다.

### 멸망
크메르 서부에 자리한 국가이자 첫 태국계 왕조인 수코타이 왕국은 크메르 제국군을 몰아내며 크메르의 헤게모니를 산산조각내버렸다. 이후 수코타이 왕국이 망하고 더 강력한 아유타야 왕국이 들어섰고, 아유타야 왕국은 14세기 중후반부 이후부터는 크메르와 본격적으로 대립하면서 사사건건 전쟁을 벌였다. 이미 국력이 추락하기 시작한 크메르는 이를 물리칠 힘이 없었으며, 1352년에는 수도 앙코르가 아유타야의 우통 국왕에게 함락당했으며 크메르의 황제마저 태국계 왕자들로 대체되었다. 그러다가 1357년에 겨우 크메르인이 왕좌를 되찾았으나, 1393년에는 다시 아유타야가 앙코르를 약탈하고 아유타야의 왕자가 크메르를 지배하는 굴욕을 겪었다. 그러나 왕자는 얼마 지나지 않아 암살당했으며, 1431년에는 마침내 수도 앙코르를 지키는 것이 불가능하다고 판단한 크메르 최후의 황제인 바룸 리치 2세가 앙코르를 버리고 프놈펜으로 천도를 감행하였다. 이때 궁정과 황궁은 모두 프놈펜으로 옮겨갔으나, 다만 몇몇 황실 인사들은 앙코르에 여전히 남았으며, 천도 직후 어느 정도까지는 일정한 정치적 영향력도 유지하고 있었다. 그러나 프놈펜이 메콩 강을 끼고 활발한 무역을 전개하면서 점차 앙코르의 영향력도 떨어졌고, 심각한 가뭄과 홍수가 연이어 반복되면서 한때 찬란했던 수도 앙코르는 완전히 사람들의 기억 속에서 잊혀져만 갔다. 이후 크메르 제국은 과거의 영광을 다시는 회복하지 못했으며, 이후 간신히 왕통만 유지하는 신세로 전락한다. 이때문에 역사학자들은 1431년에 아유타야 왕국의 침공으로 크메르가 멸망했다고 본다.

## 사회
현재 학자들은 주로 석조 사원들에 새겨진 부조들과 주달관이 남긴 진랍풍토기를 통하여 당대 크메르의 생활상과 문화를 유추하는 방향으로 크메르 문화에 대하여 연구하고 있다. 이 중에서도 특히 바이욘 사원에 남아있는 수많은 석조 부조들에는 고대 크메르 제국의 생활사를 굉장히 다채롭게 자연스럽게 묘사해놓고 있으며, 특히 그 주제는 궁정에서의 생활, 강이나 호수에서의 해전, 혹은 시장통의 풍경까지 거의 모든 분야를 총망라하고 있다.

## 진랍풍토기
진랍풍토기는 중국 원나라 시대에 저술된 캄부자의 여행 견문록으로, 당시의 풍습, 사회, 문화, 산물 등을 적은 책이다.
주달관은 저장성 온주 출신으로, 항해의 경험이 많고, 학식이 깊은 인물이었다. 주달관은 원나라 성종의 명에 의해 사신으로 선택되어 1296년 캄부자를 출발하여, 1297년 귀국했다. 진랍풍토기는 귀국 직후에 쓴 개인적인 견문록이지만, 약 1년간 머물면서 관찰한 상세한 조사보고서이며, 사료가 거의 남아있지 않은 중세 캄보디아의 민속자료로서 가치가 높다. 진랍풍토기에는 캄부자의 명칭에 관한 내용과 온주로부터의 출발하여 수륙의 여정을 상세히 적은 기록과 성곽(앙코르톰), 복식, 관속, 종교, 임산부, 질병, 사망, 농경, 무역, 수레, 속군, 촌락, 목욕 그리고 왕의 출입까지 42개의 항목에 걸쳐 상세히 기록되어 있다.

## 같이 보기
- 캄보디아의 암흑기